# Lucia de B.
Pour les articles homonymes, voir Accused.
Pour plus de détails, voir Fiche technique et Distribution.
Lucia de B. est un film néerlando-suédois réalisé par Paula van der Oest et sorti en 2014.
Le film est sélectionné pour représenter les Pays-Bas à l'Oscar du meilleur film en langue étrangère aux Oscars du cinéma 2015.

## Synopsis
Dans les années 2000 aux Pays-Bas, victime d'une erreur judiciaire, une infirmière condamnée pour avoir assassiné des patients, est finalement innocentée après plus de 6 ans de prison.

## Fiche technique
- Titre : Lucia de B.
- Titre anglais : Accused
- Réalisation : Paula van der Oest
- Scénario : Moniek Kramer et Tijs van Marle
- Direction artistique : Harry Ammerlaan
- Décors :
- Costumes : Ellen Lens
- Photographie : Guido van Gennep
- Son : Herman Pieëte
- Montage : Marcel Wijninga
- Musique : Adam Nordén
- Production : Reinier Selen
- Sociétés de production :
- Distribution :  Independent Film
- Budget :
- Pays d'origine :  Pays-Bas/ Suède
- Langue : Néerlandais
- Format : Couleur
- Genre : Drame
- Durée : 97 minutes
- Dates de sortie :
- Pays-Bas : 3 avril 2014

## Distribution
- Ariane Schluter : Lucia de Berk
- Sallie Harmsen : la juge Judith Jansen
- Fedja van Huêt : Me Quirijn Herzberg
- Barry Atsma : Jaap van Hoensbroeck, directeur de l'hôpital
- Annet Malherbe : la procureure Ernestine Johansson
- Bas Keijzer : Peter
- Marcel Musters :  l'inspecteur Henk Bos
- Lineke Rijxman : le Dr Barbara Kobus
- Kaltoum Boufangacha : l'infirmière
- Lykele Muus : le journaliste
- Maartje Remmers : Antoinette[2]